# Der segnende Christus (Manado)
Der segnende Christus (indonesisch: Kristus kase Berkat, malaysisch: Yesus Memberkati) ist eine 30 Meter hohe Christusstatue in Manado, der Hauptstadt der Provinz Nordsulawesi, Indonesien. Sie ist die zweithöchste ihrer Art in Asien und zusammen mit dem Cristo Redentor in Rio de Janeiro die siebenthöchste weltweit. Sie ist zu einem neuen Wahrzeichen der Stadt Manado geworden.

## Beschreibung
Die Statue steht auf privatem Grund, auf der Spitze des Anwesens von CitraLand. Zählt man das 20 Meter hohe stählerne Podest dazu, erreicht das Monument eine Höhe von 50 Metern. Es besteht aus 25 Tonnen Stahldraht („metal fibre“) und 35 Tonnen Stahl.
Die Statue neigt sich um 20 Grad nach vorne, weshalb sie manchmal auch die „erste und größte fliegende Statue der Welt“ genannt wird.

## Entstehung
Die Idee stammt von Ir. Ciputra, einem indonesischen Projektentwickler. Sie sei für Manado und die Gesellschaft Nord-Sulawesis erbaut worden und diene der Anbetung Gottes. Die Bauzeit betrug annähernd drei Jahre. Die Konstruktion wurde von Yogjakarta Engineer ausgeführt. Die Kosten beliefen sich auf fünf Milliarden Rupien (was ungefähr 540,000 $ entsprach).